# Aksel Nikolajsen
Niels Aksel Nikolajsen (9. februar 1901, Næstved – 18. marts 1993, Kongens Lyngby) var en dansk atlet medlem af Københavns IF. 
Nikolajsen blev nummer 10 i stangspring ved OL 1928 og vandt to Danmarksmesterskaber i stangspring. Han var to gange på landsholdet.

## Danske mesterskaber
- 1928 Stangspring 3,80
- 1931 Stangspring 3,70

## Bedste resultat
Stangspring 3,80 1928